# Iordăcheanu
Iordăcheanu – wieś w Rumunii, w okręgu Prahova, w gminie Iordăcheanu. W 2011 roku liczyła 526 mieszkańców.